# ماکسیم لوفلاگه
ماکسیم لوفلاگه (فرانسوی: Maxime Le Flaguais‎؛ زادهٔ ۱۹۸۲) بازیگر اهل کانادا است. وی از سال ۲۰۰۵ میلادی تاکنون مشغول فعالیت بوده‌است.
از فیلم‌هایی که وی در آن‌ها نقش داشته‌است، می‌توان به نیترو اشاره نمود.